# Gare de Feuquerolles
Gare de Feuquerolles vasútállomás Franciaországban, Feuquières-en-Vimeu településen.

## Vasútvonalak
Az állomást az alábbi vasútvonalak érintik:
- Abbeville-Eu-vasútvonal

## Kapcsolódó állomások
A vasútállomáshoz az alábbi állomások vannak a legközelebb:
- Gare de Chépy - Valines